# Hadrianus Junius

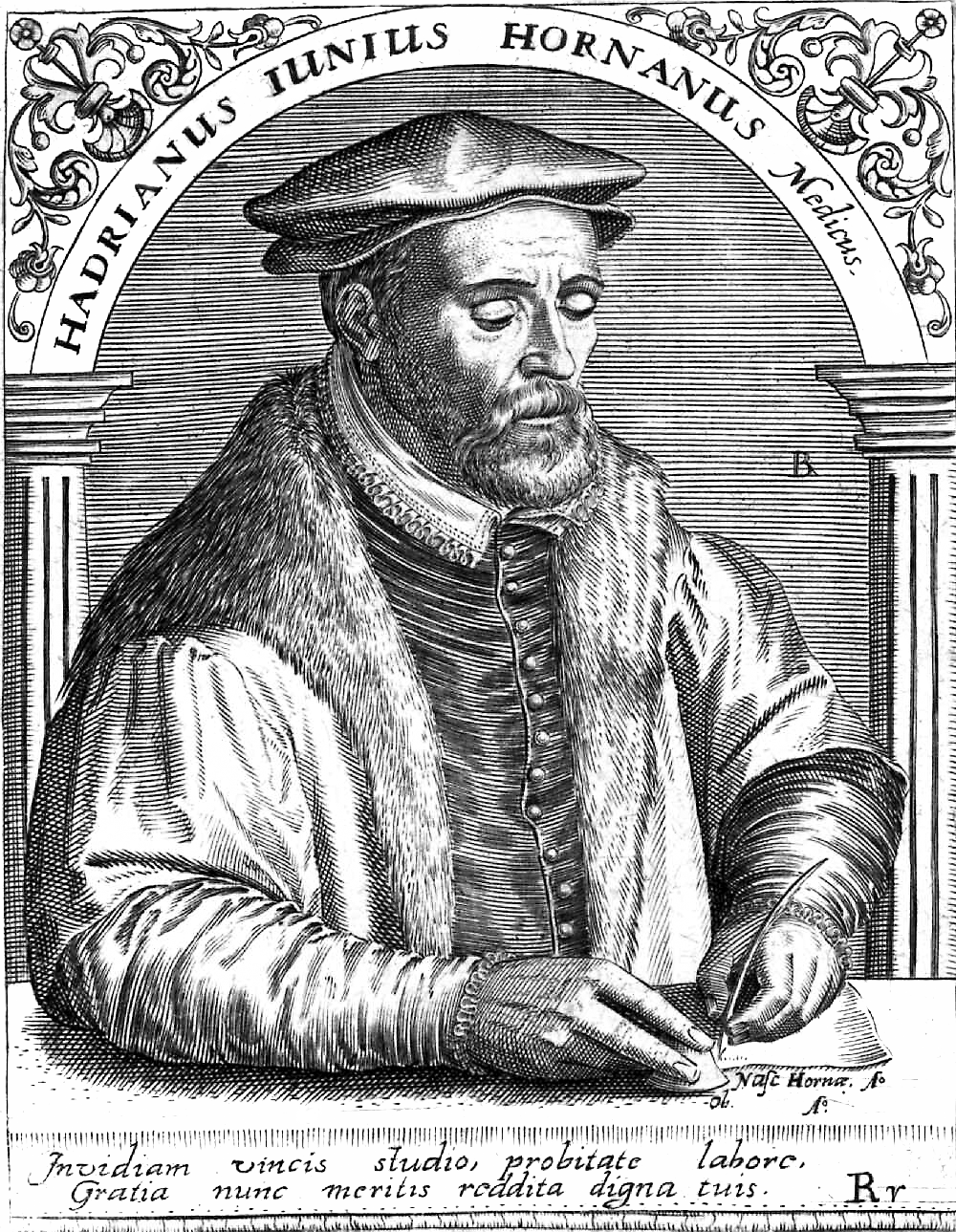
Hadrianus Junius (door Theodoor de Bry)

Hadrianus Junius (Hoorn, 1 juli 1511 - Arnemuiden, 16 juni 1575) was filoloog, stadsarts, humanist en dichter te Haarlem.
Zijn eigenlijke naam was Adriaen de Jonghe. Op voorspraak van Willem van Oranje werd hij in 1566 benoemd tot officieel geschiedschrijver van het gewest Holland. Zijn werk Batavia werd postuum in 1588 uitgegeven en speelde een rol in de totstandkoming van de Bataafse mythe. In datzelfde werk wordt in hoofdstuk 17 melding gemaakt van Laurens Janszoon Coster, eveneens een Haarlemmer, maar waarvan de historiciteit in twijfel wordt getrokken.
In opdracht van drukkerij Joh. Enschedé is in 1768 in Haarlem een standbeeld voor hem vervaardigd. In Hoorn is in 1956 de Juniusstraat naar hem vernoemd. In Haarlem is de Adriaan de Jongestraat naar hem vernoemd. Op 1 en 2 juli 2011 werd zijn 500e geboortedag gevierd in zijn geboortestad Hoorn.
Phallus hadriani (duinstinkzwam) is naar hem vernoemd door Ventenat.
- Bibsys: 90388798
- Biblioteca Nacional de España: XX984356
- Bibliothèque nationale de France: cb12615567j (data)
- Author citation (botany): Junius
- Biografisch Portaal: 30460710
- Catàleg d'autoritats de noms i títols de Catalunya: 981058522797406706
- CiNii: DA01961431
- Digitale Bibliotheek voor de Nederlandse Letteren: juni002
- Gemeinsame Normdatei: 118776517
- International Standard Name Identifier: 0000 0001 2128 2826
- Library of Congress Control Number: n50062631
- Nationale Bibliotheek van Tsjechië: xx0049865
- Nationale bibliotheek van Australië: 42867582
- Nationale Bibliotheek van Israël: 987007263467005171
- Nationale en Universitaire bibliotheek Zagreb: 000659739
- Nederlandse Thesaurus van Auteursnamen: 06931621X
- Réseau des bibliothèques de Suisse occidentale: 02-A000096106
- Istituto Centrale per il Catalogo Unico: BVEV023311
- LIBRIS: 287142
- Système universitaire de documentation: 026943328
- Trove: 1458512
- Virtual International Authority File: 37037342
- WorldCat: E39PBJxGVxx9HmTQvrjpXPKrv3